# Microligea palustris
Microligea palustris là một loài chim trong họ Parulidae.